# Dinakaran
Dinakaran is een Tamil-dagblad dat uitkomt in India. Het is de grootste Tamil-krant, met een betaalde oplage van 1.235.220 exemplaren en meer dan zeventien miljoen lezers (2010). De broadsheet werd in 1977 opgericht door K.P. Kandasamy ter ondersteuning van de politieke partij Dravida Munnetra Kazhagam. In 2005 verkocht zijn zoon het blad aan Sun Network. De krant, gevestigd in Chennai, komt uit in 12 edities: Chennai, New Delhi, Mumbai, Bangalore, Madurai, Coimbatore, Tiruchirappalli, Salem, Nagercoil, Vellore, Nellai en Puducherry.